# صومعه مترجمان
صومعه مترجمان (ارمنی: Սուրբ Թարգմանչաց վանք Surb Targmanchats Vank; انگلیسی: Targmanchats Monastery) یک صومعه متعلق به کلیسای حواری ارمنی واقع در شهر داش‌کسن، شهرستان داش‌کسن جمهوری آذربایجان می‌باشد. ساخت و ساز این ساختمان در سده‌های ۴ام-۵ام میلادی؛ به پایان رسید. این بنا به سبک معماری ارمنی طراحی شده‌است.